# Riace
Riace ist eine italienische Gemeinde mit 1785 Einwohnern (Stand 31. Dezember 2023) in der Metropolitanstadt Reggio Calabria in Kalabrien.
Die Nachbargemeinden sind Camini und Stignano.

## Struktur
Riace besteht aus zwei Siedlungszentren, dem mittelalterlichen Riace Superiore oder Borgo und Riace Marina am Ionischen Meer.

### Riace Borgo
Riace Borgo ist die ursprüngliche ältere Siedlung höher in den Hügeln gelegen. Sie hat ein mittelalterliches Zentrum mit Stadtmauern und vier erhaltenen Toren. Zu den Sehenswürdigkeiten zählen die Kirchen S. Nicola di Bari, Santa Caterina und SS Cosma e Damiano. Die Altstadt liegt etwa sieben Kilometer entfernt von der Küstenstraße auf 300 Meter ü. M. und ist weitgehend autofrei.

### Riace Marina
Riace Marina ist ein Seebad am Meer. Ein 50 Meter breiter Sandstrand erstreckt sich mehrere Dutzend Kilometer nach Nordost und nach Südwest. Das Ufer ist flach und erreicht nach etwa 300 Metern eine Wassertiefe von sieben Metern, wo auch die Statuen gefunden wurden. Zehn Kilometer südwestlich befindet sich die gut ausgebaute Marina "Porto della Gracie" mit 450 Liegeplätzen. Im Sommer mit vorwiegend SW-Wind (Libeccio), geeignet als Transit-Hafen auf der Reise von der Adria ins südliche Mittelmeer, im Winter oft auch genutzt als Winter-Liegeplatz für Langzeitsegler.

## Kultur

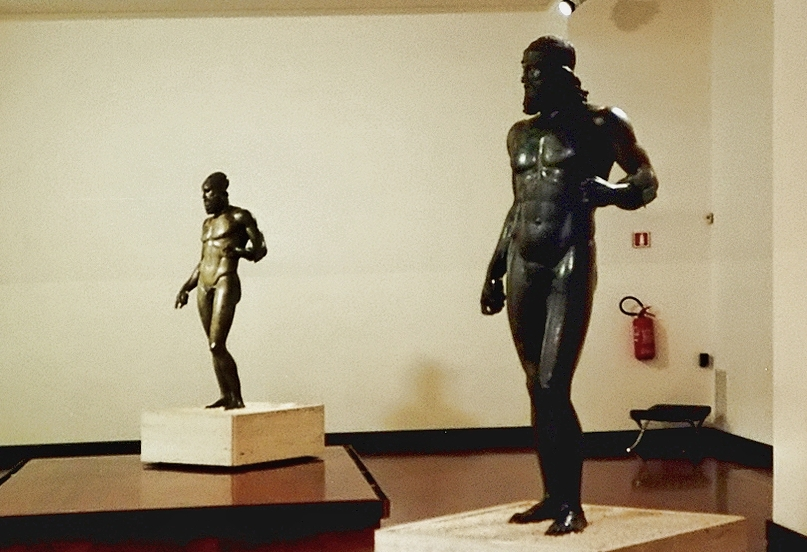
Bronzestatuen von Riace

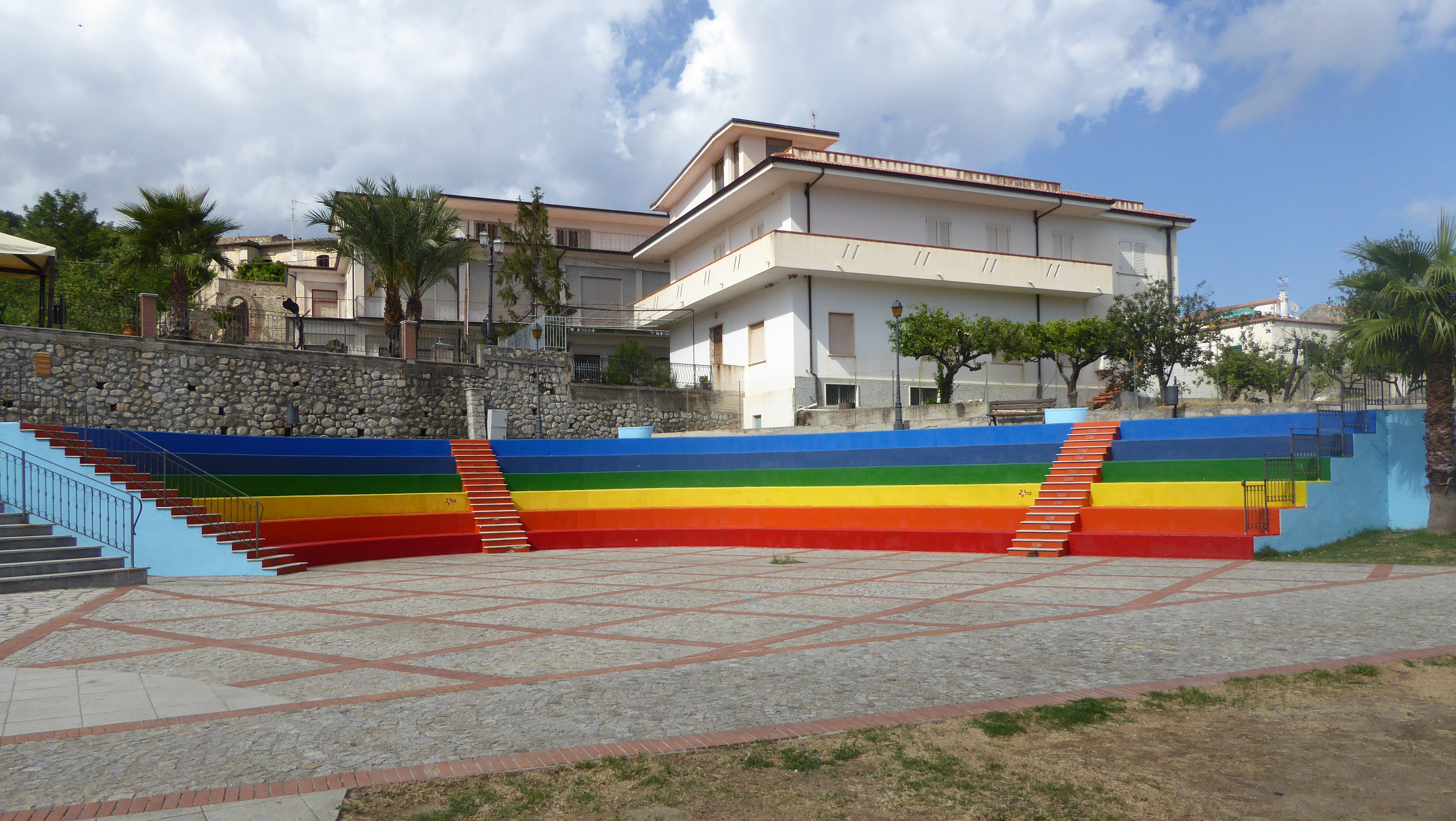
Modernes Amphitheater

Vor der Küste von Riace Marina wurden 1972 die beiden Bronzestatuen von Riace gefunden. Sie stammen aus dem 5. Jahrhundert v. Chr. und sind etwa zwei Meter groß und 400 Kilogramm schwer. Heute sind sie im Museo Archeologico Nazionale di Reggio Calabria ausgestellt.
Das moderne Amphitheater wird für Versammlungen, Vorträge, Feste und Theater genutzt.

## Bevölkerungsschwund und Zuwanderung
Wie viele Orte Kalabriens litt und leidet Riace immer noch unter starker Abwanderung und hoher Arbeitslosigkeit.
Zu den Hochzeiten der Migrationskrise lebten ungefähr 500 Migranten in dem knapp 2000 Einwohner zählenden Ort. Inzwischen (Stand 2024) ist die Zahl dieser Menschen stark zurückgegangen. Nur eine Handvoll von ihnen lebt noch in dem Ort, der heute hauptsächlich wieder von älteren Menschen bewohnt wird. Die meisten Migranten sind, wie viele der jüngeren Menschen, in größere Städte in den nördlicheren Regionen Italiens gezogen.

### Stadt der Zukunft
1998 landete ein Boot mit kurdischen Flüchtlingen in Riace. Die Bevölkerung hat die Menschen aufgenommen. Das war der Auftakt zur "Stadt der Zukunft". Domenico Lucano war Mitbegründer des Vereins Città Futura (‚Stadt der Zukunft‘). Ziel des Vereines ist es, Flüchtlinge in Riace anzusiedeln, um diesen eine Perspektive zu bieten und das Dorf wiederzubeleben. 2004 wurde Domenico Lucano Bürgermeister von Riace. Im Jahr 2010 lebten etwa 250 Immigranten in Riace. Vier Jahre später waren es 800. Sie stammen aus Tunesien, dem Senegal, Eritrea und Syrien. Im Gegenzug für Wohnungen und 250 Euro pro Monat bearbeiteten sie die verlassenen Olivenhaine und Weinberge. Die Finanzierung gewährleistete Rom, das für jeden Flüchtling pro Tag 35 Euro zahlt.

### Auszeichnungen

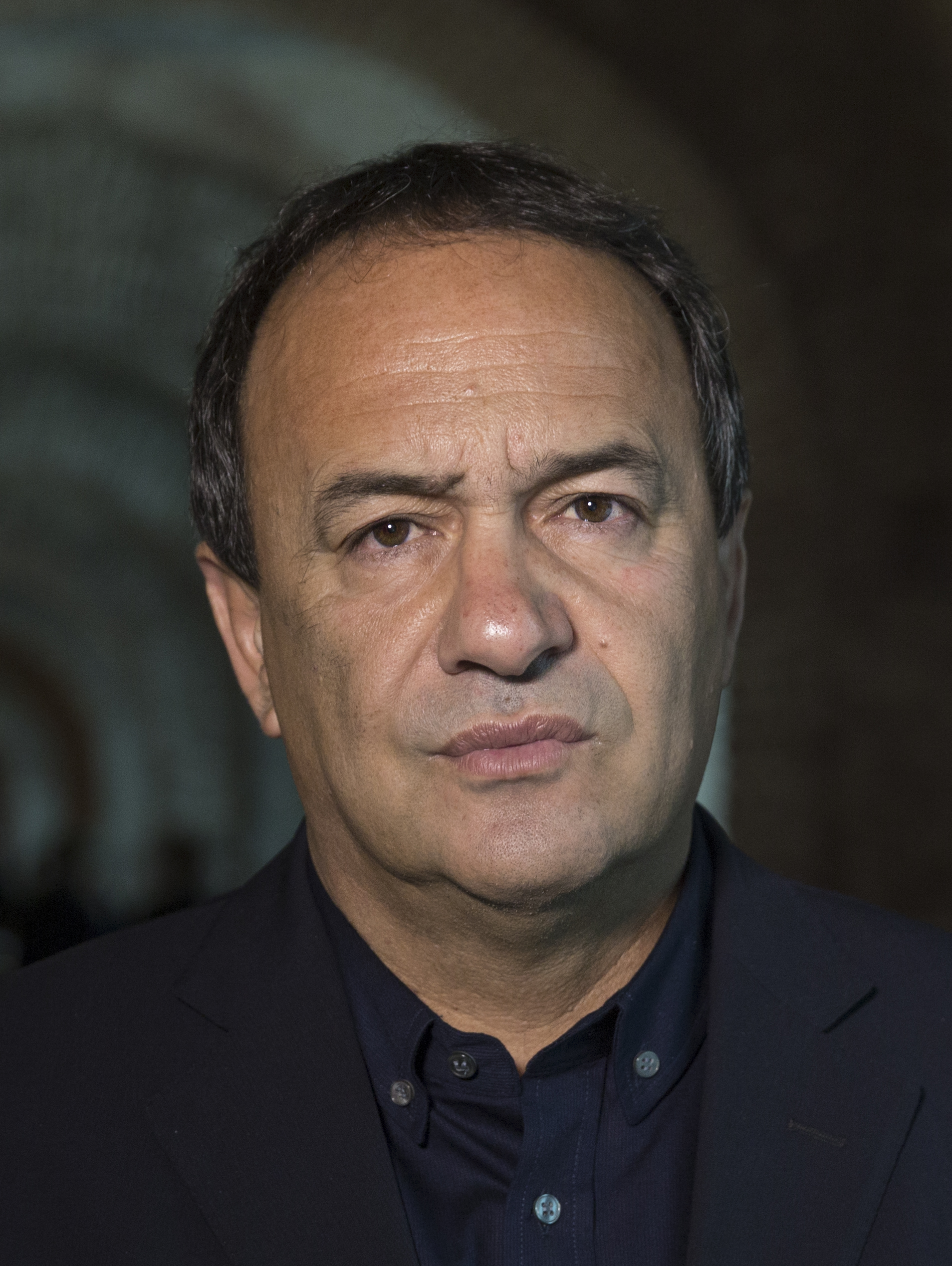
Domenico Lucano

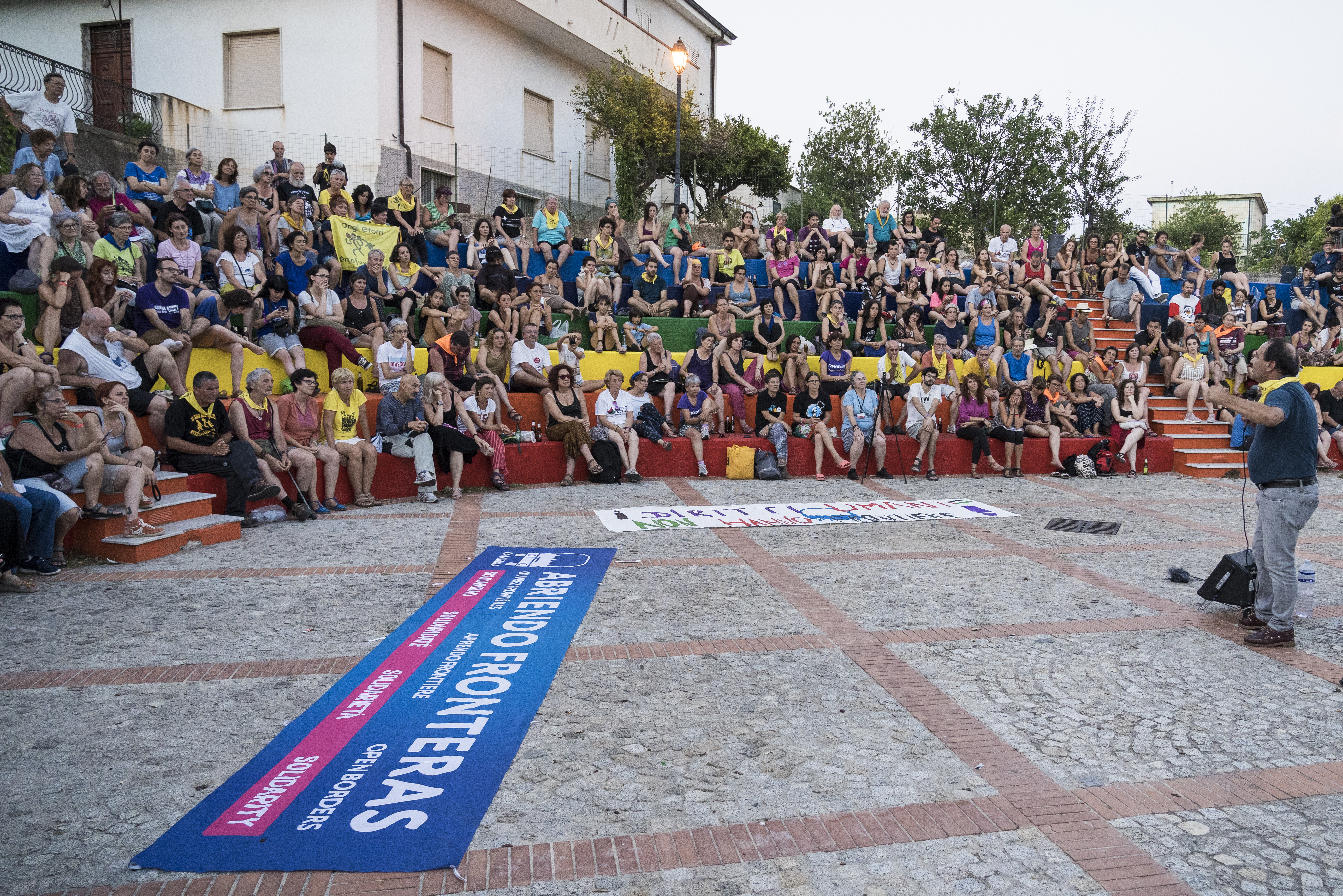
Versammlung "Offene Grenzen"
im Amphitheater von Riace

Domenico Lucano erzielte den dritten Platz als "World Mayor" bei der Auszeichnung der weltweit besten Bürgermeister 2010 (Gewinner war der Bürgermeister von Mexiko-Stadt). 2016 wurde er von der Zeitschrift Fortune in die Liste der 50 einflussreichsten Persönlichkeiten aufgenommen. Der deutsche Regisseur Wim Wenders drehte den Kurzdokumentarfilm Il Volo über ihn. Am 12. Februar 2017 wurde der Bürgermeister für seinen Einsatz mit dem Dresdner Friedenspreis ausgezeichnet.

### Verhaftung des Bürgermeisters
Anfang Oktober 2018 teilte die Guardia di Finanza mit, sie habe Lucano festgenommen und unter Hausarrest gestellt; ihm würden Begünstigung illegaler Einwanderung durch Organisation von Scheinehen zwischen Migrantinnen und Einheimischen sowie finanzielle Unregelmäßigkeiten vorgeworfen. Er soll Aufträge zur Müllabfuhr ohne Ausschreibung an Migranten-Kooperativen vergeben haben. Mitte Oktober kündigte das Innenministerium an, die Migranten würden bald in andere Flüchtlingsunterkünfte in Italien gebracht. Laut italienischen Medien wohnen rund 200 Migranten in Riace.

### Rückkehr, Prozess und Urteil
Im Oktober 2018 wurde der Hausarrest gegen Domenico Lucano aufgehoben, aber gleichzeitig wurde ihm verboten, in sein Dorf zurückzukehren. Er wurde aus dem Amt des Bürgermeisters entfernt. Mehr als 260 Gemeinden haben sich zu einem Netzwerk zusammengeschlossen, einige wollen Lucano zum Ehrenbürger ernennen. 15.000 Menschen haben in Süditalien mit der Unterbringung von Migranten Arbeit gefunden. In Riace leben noch etwa 100 von den ursprünglich 800 Migranten.
Zur Europawahl hat der italienische Verfassungsgerichtshof dem Ex-Bürgermeister die vorübergehende Rückkehr in seine Gemeinde gestattet. Im Juni 2019 wurde der Prozess gegen ihn eröffnet. Die Anklage lautet: Begünstigung von illegaler Einwanderung und nicht regelkonformer Auftragsvergaben bei kommunalen Dienstleistungen. Konkret soll er einer Migrantin zu einer Scheinehe verholfen haben, um sie vor Abschiebung zu retten, und er soll den Auftrag zur Müllentsorgung in der Gemeinde an eine Sozialkooperative vergeben haben, statt den Auftrag öffentlich auszuschreiben.
Lucano wurde im September 2021 in erster Instanz von einem Gericht in Locri wegen Amtsmissbrauchs, Bildung einer kriminellen Vereinigung und Beihilfe zur illegalen Einwanderung sowie wegen Betrugs, Erpressung und Urkundenfälschung zu 13 Jahren und zwei Monaten Gefängnis verurteilt. Dieses Urteil wurde im Oktober 2023 in der zweiten Instanz aufgehoben. Übrig blieben lediglich 18 Monate auf Bewährung wegen Urkundenfälschung (Lucano stellte einer Asylbewerberin einen Pass aus) alle anderen Punkte wurden fallen gelassen.

## Feste
Das Patronatsfest von Cosmas und Damian wird vom 25. bis 27. September mit einer Prozession gefeiert. Es wird auch von vielen Roma besucht.

## Verkehr
Vom Flughafen Reggio di Calabria ist Riace per Bahn, Bus oder PKW erreichbar, Entfernung etwa 140 Kilometer. An der Küste durch Riace Marina verläuft die Staatsstraße 106 (E 90), sowie die Bahnstrecke Taranto–Reggio di Calabria.